# San Pablo (Isabela)
San Pablo ist eine Stadtgemeinde in der Provinz Isabela im Bezirk Cagayan Valley auf den Philippinen. Am 1. August 2015 hatte sie 25.384 Einwohner.
San Pablo ist politisch in 17 Baranggays unterteilt:
| - Annanuman - Auitan - Ballacayu - Binguang - Bungad - Dalena - Caddangan/Limbauan - Calamagui - Caralucud | - Guminga - Minanga Norte - Minanga Sur - San Jose - Poblacion - Simanu Norte - Simanu Sur - Tupa (San Vicente) |